# Vasarainen (sjö i Leppävirta, Norra Savolax)
Vasarainen är en sjö i kommunerna Leppävirta och Varkaus i landskapet Norra Savolax i Finland. Sjön ligger 112,6 meter över havet. Den är 14,8 meter djup. Arean är 99 hektar och strandlinjen är 11,48 kilometer lång. Sjön  ingår i Vuoksens huvudavrinningsområde.   Den ligger omkring 65 kilometer sydöst om Kuopio och omkring 300 kilometer nordöst om Helsingfors. 
I sjön finns ön Kalmasaari. 